# Maungdaw
Maungdaw é uma cidade no Estado de Rakhine, na parte ocidental de Myanmar (Birmânia). É a sede administrativa do Município de Maungdaw e do Distrito de Maungdaw. Fazendo fronteira com Bangladesh, Maungdaw é o lar de um dos 2 postos oficiais de comércio fronteiriço com Bangladesh.
Maungdaw é de 26 km (16 mi) a oeste de Buthidaung. As duas cidades são separadas pelas montanhas May Yu e conectadas por dois túneis construídos em 1918. O distrito ao redor de Maungdaw abriga uma grande população rohingya.

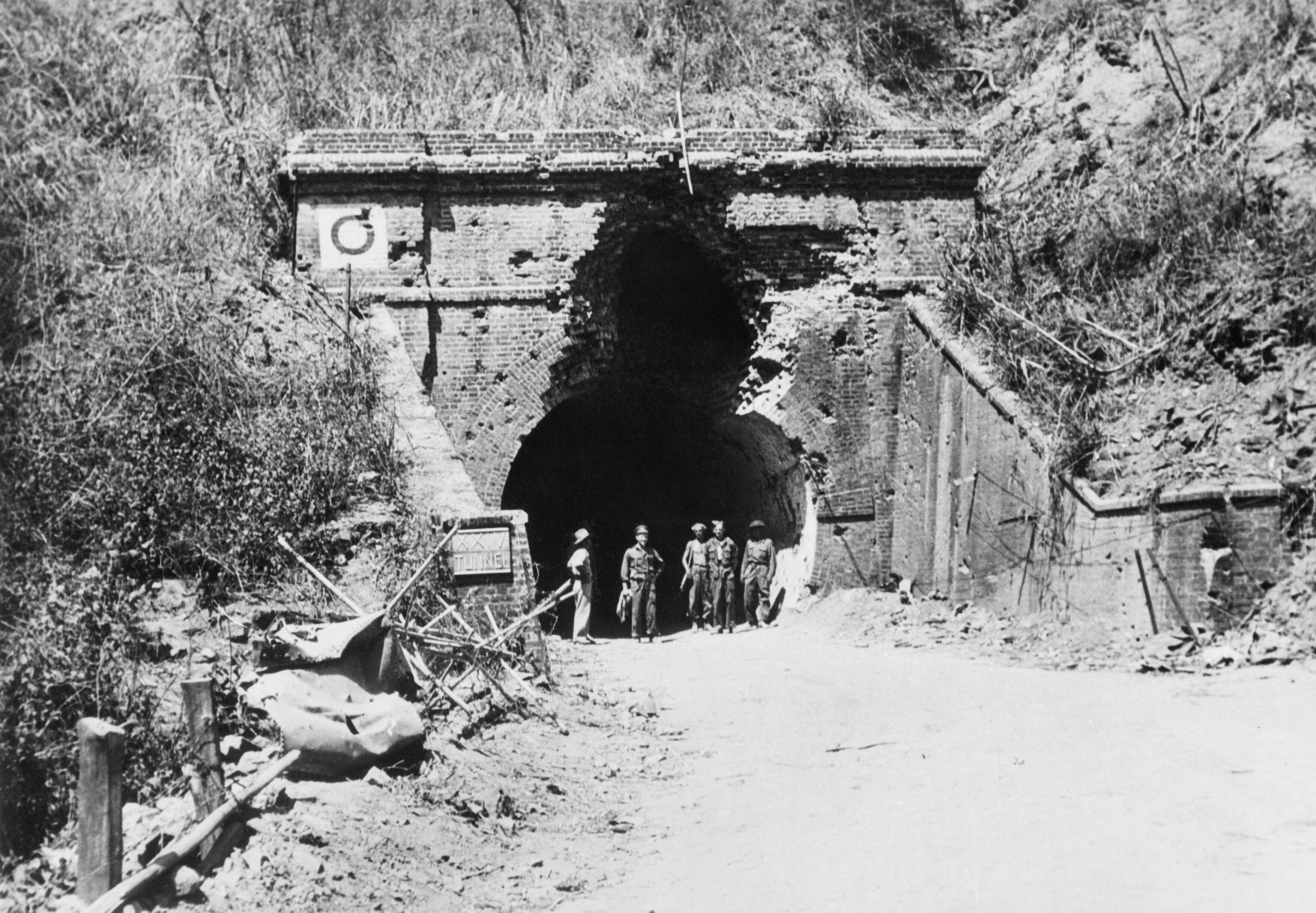
Tropas britânicas na entrada da estrada Maungdaw-Buthidaung capturada pelo 15º Corpo Aliado em janeiro de 1944.

## Dados demográficos
Em 2008, a população era de quase 400.000 pessoas. A maioria da população, cerca de 80%, são rohingyas, considerados pelo governo de Mianmar como bengalis apátridas. O governo birmanês não aceita os rohingya em sua lista de grupos étnicos de Mianmar e, portanto, não reconhece sua reivindicação de cidadania birmanesa. O restante da população consiste em uma ampla gama de grupos étnicos, incluindo Rakhine, Bamar, Daingnet e Mro.

## Educação
A partir de 2011, existem oito escolas secundárias, 10 escolas médias, 16 escolas pós-primárias e 125 escolas primárias.

## Economia
O posto comercial oficial de fronteira com a cidade de Teknaf, em Bangladesh, foi inaugurado em 5 de setembro de 1995. Em 2022, o volume total de comércio no posto de fronteira foi de US$15.519 milhões.